# Jamie Woon
Jamie Woon (29. ožujka 1983.) engleski je pjevač, tekstopisac i glazbeni producent. Privukao je pažnju javnosti i kritike svojim singlom, "Night Air", iz 2010., preuzetog s njegovog debitantskog albuma Mirrorwriting (2011.). Woon učestalo producira i za druge glazbenike.

## Diskografija
Studijski albumi
- Mirrorwriting (2011.)

EP
- Wayfaring Stranger (2007.)
- iTunes Festival: London 2007 (2007.)

## Vanjske poveznice
- (engl.) Službena stranica
- (engl.) Jamie Woon – MySpace
- (engl.) Jamie Woon – Facebook
- (engl.) Jamie Woon – YouTube

|  | Zajednički poslužitelj ima još gradiva o temi Jamie Woon |